# Zgrada Splitske nadbiskupije (stara)
Zgrada Splitske nadbiskupije (stara) bila je zgrada u Splitu, Hrvatska. Pripadala je Splitskoj nadbiskupiji. Nalazila se istočno od Peristila, a sjeverno od Dioklecijanova mauzoleja. Sagrađena je u 17. stoljeću. Godine 1924. zahvatio ju je požar koji ju je znatno oštetio, da su od nje ostale samo ruševine. Ostatci su porušeni.